# Luigi Palmieri
Luigi Palmieri, född 22 april 1807 i Facchio vid Benevent, död 9 september 1896 i Neapel, var en italiensk fysiker, meteorolog och vulkanforskare.
Palmieri var från 1828 professor i matematik och fysik i olika italienska städer och blev 1848 direktör för det meteorologiska observatoriet på Vesuvius. År 1860 inrättades det en professur i geofysik för Palmieri vid universitetet i Neapel. Han observerade personligen Vesuvius under flera av denna vulkans utbrott, även med fara för sitt eget liv, som under det stora utbrottet 1872. Han publicerade dessa observationer i Annali dell’ osservatorio Vesuviano och Incendio Vesuviano del 26. Aprile 1872. Han konstruerade även flera meteorologiska och fysikaliska instrument.